# 비자니 자매
비자니 자매(페르시아어: خواهر بیژنی)는 이란의 샴 쌍둥이 자매로 각각 이름은 랄레 비자니(페르시아어: لاله بیژنی,‎ 1974년 1월 17일~2003년 7월 8일)와 라단 비자니(페르시아어: لادن بیژنی,‎ 1974년 1월 17일~2003년 7월 8일)이며 싱가포르 래플스 병원에서 분리 수술을 받은 뒤 과다출혈로 사망했다.